# Salgüero de Juarros
Salgüero de Juarros es una localidad situada en la provincia de Burgos, España. Se encuentra a unos 18 kilómetros de la capital, en las primeras estribaciones de la sierra de la Demanda.

## Historia

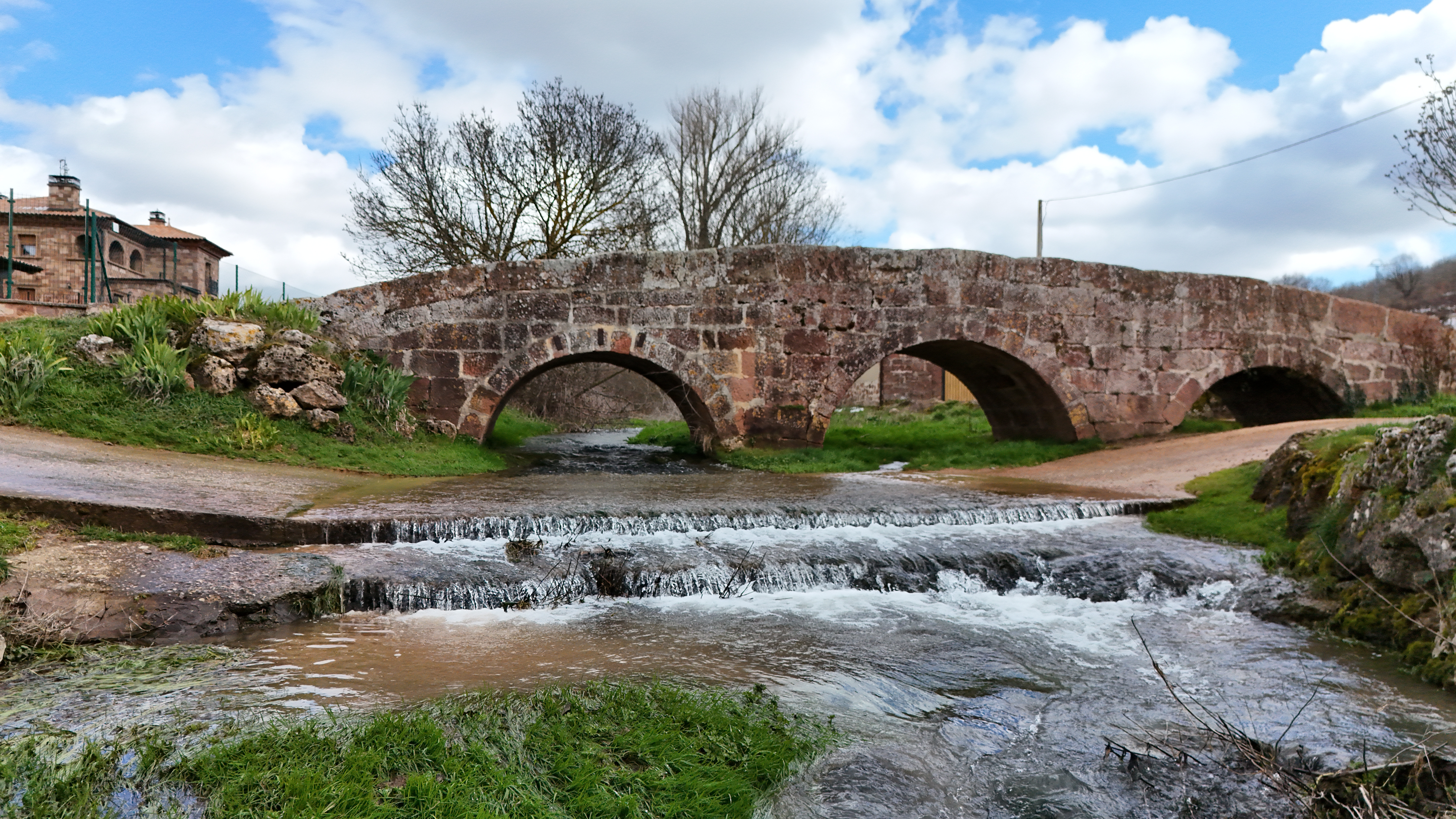
Puente medieval

En el libro "Pueblos y alfoces burgaleses de la repoblación", de Gonzalo Martínez Diez, se dice que la primera mención documentada se remonta al 10 de marzo de 1097 y se refiere a esta localidad como "Salgorium" (lugar de sal).
Se dice también que todos los pueblos de esta comarca tenían el "...cognomen de Juarros derivado del vasco Zubarro o Zugarro, como hoy se dice todavía en Navarra, con el significado de olmo".
Así pues, en aquella época el pueblo se denominada Salgüero de Juarros y pertenecía al Alfoz de Santa Cruz de Juarros que, a su vez, y de modo que hoy nos parece cuando menos sorprendente, pertenecía a la merindad de Castrojeriz.
Por algunas razones que hoy todavía ignoramos, ya cuando se publica el libro Becerro de las Behetrías de Castilla, que lo fue en el siglo XIV, se refiere a esta localidad como Salgüero de Muera, nombre que conserva, por lo menos, hasta la confección del Catastro de Ensenada en 1752.

## Demografía
| Gráfica de evolución demográfica de Salgüero de Juarros entre 1842 y 1970 |
| |
| Población de derecho según los censos de población del INE Población de hecho según los censos de población del INEEntre el censo de 1857 y el anterior, crece el término del municipio porque incorpora a Mozoncillo de Juarros. Entre el censo de 1981 y el anterior, este municipio desaparece porque se integra en el municipio Ibeas de Juarros. |